# فرانسيز كيويو
فرانسيز كيويو (بالألمانية: Francis Kioyo)‏ (18 سبتمبر 1979 بياوندي في الكاميرون - ) هو لاعب كرة قدم ألماني في مركز الهجوم. شارك مع منتخب الكاميرون لكرة القدم. أما مع النوادي، فقد لعب مع إنيرجي كوتبوس وروت فايس إيسن وغرويتر فورت وفيهين فيسبادن ومكابي نتانيا وميونخ 1860 ونادي آراو ونادي آوغسبورغ ونادي كولن ويونيون دوالا وFC Amberg ‏ وSpVgg Bayreuth ‏ وSG 01 Hoechst ‏.

## وصلات خارجية
- فرانسيز كيويو على موقع الاتحاد الدولي (مؤرشف)  (الإنجليزية)
- فرانسيز كيويو على موقع قاعدة بيانات كرة القدم.إي يو (الإنجليزية)
- فرانسيز كيويو على موقع بيانات كرة القدم. دي إي (الألمانية)
- فرانسيز كيويو على موقع ناشيونال فوتبول تيمز (الإنجليزية)
- فرانسيز كيويو على موقع عالم كرة القدم.نت (الإنجليزية)